# Maurice Van Hemelrijck
Charles Louis Maurice Van Hemelrijck (Schaarbeek, 20 april 1901 - Sint-Jans-Molenbeek, 9 oktober 1964) was een Belgisch bestuurder, advocaat en politicus voor de CVP.

## Levensloop
Van Hemelrijck volgde de Latijns-Griekse humaniora aan het Sint-Pieterscollege in Jette. Hij werd landmeter en technicus waterbouwkunde en in 1926 trad hij in dienst bij de Belgische Boerenbond. In 1935 promoveerde hij tot doctor in de rechten aan de Katholieke Universiteit Leuven en het jaar daarop vestigde hij zich als advocaat in Brussel. Hij was er voorzitter van het Vlaams Pleitgenootschap.
Na de Tweede Wereldoorlog werd hij politiek actief binnen de CVP. Hij werd in 1946 verkozen tot gemeenteraadslid in Sint-Jans-Molenbeek, en van 1946 tot 1949 was hij provincieraadslid voor de provincie Brabant. In 1949 werd hij verkozen tot senator voor het arrondissement Brussel en oefende dit mandaat uit tot aan zijn dood. Hij werd voorzitter van de CVP-senaatsfractie. Hij werd ook voorzitter van het studiecentrum CEPESS.
Hij was vooral actief binnen de Belgische Boerenbond, als lid van het hoofdbestuur (vanaf 1954), als ondervoorzitter (1956) en als voorzitter (1961-1964). Hij werd ook voorzitter van de Europese Landbouwfederatie.
Hij was Minister van Openbaar Onderwijs in de regering-G. Eyskens II van 26 juni tot 6 november 1958, de periode waarbinnen het Schoolpact werd afgesloten. Van 6 november 1958 tot 3 september 1959 was hij minister van Belgisch-Congo en Ruanda-Urundi in de regering-G. Eyskens III. Hij nam ontslag, omdat de evolutie naar onafhankelijkheid van de kolonie naar zijn oordeel te traag verliep.